# دبلیودی ۰۳۴۶+۲۴۶
دبلیودی ۰۳۴۶+۲۴۶ یک ستاره است که در صورت فلکی ثور قرار دارد.